# Gracillaria syringella
Gracillaria syringella (tên tiếng Anh: Lilac Leafminer hoặc Privet Leafminer) là một loài loài bướm thuộc họ Gracillariidae. Loài này có ở châu Âu.

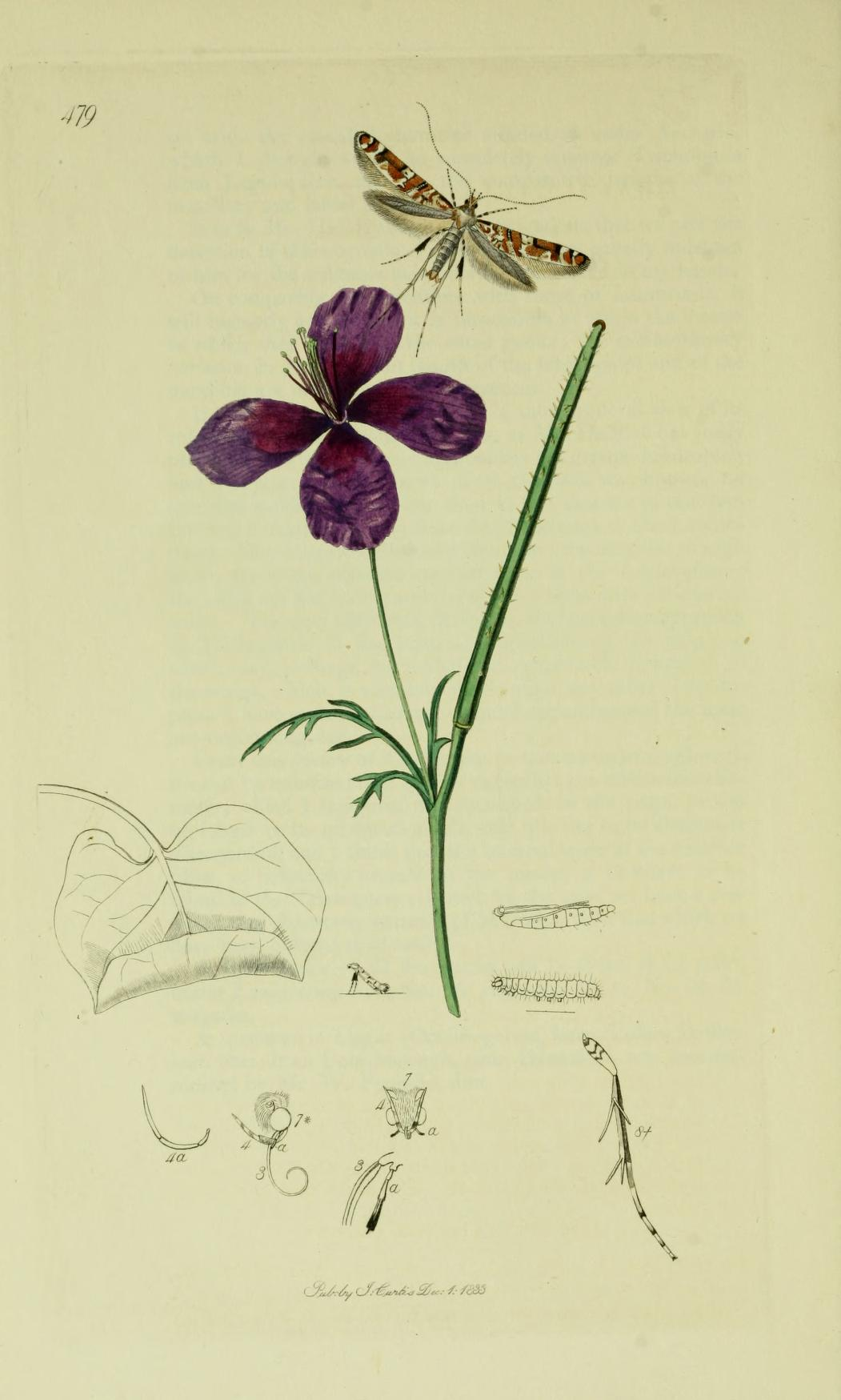
Minh họa của John Curtis trong British Entomology tập 6

Lá bị ăn hỏng

Lá bị ăn hỏng

Sải cánh từ 10–13 mm. Loài bướm này bay vào tháng 5 và tháng 7 tùy địa điểm.
Sâu bướm ăn các loài Ligustrum và Syringa và được xem như một loài sâu bệnh trong vườn.

## Hình ảnh

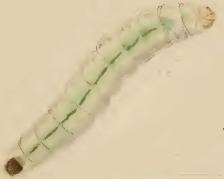